# Кубок России по современному пятиборью среди женщин 2005
Кубок России по современному пятиборью среди женщин 2005 года проходил в Москве (спортивная база "Северный") зс 22 по 25 марта. Медали разыгрывались в личном первенстве. На старт вышли спортсменки, которые представляли регионы и города России, а также представители Белоруссии.
В этом сезоне в сборной команде России произошли изменения, закончила выступать заслуженный мастер спорта России Марина Колонина.

## Кубок России. Женщины.
- Личное первенство.

| Дисциплина        | Золото                           | Серебро                       | Бронза                            |
| Личное первенство | Татьяна Муратова · Москва · 5750 | Елена Фещенко · Москва · 5628 | Людмила Сироткина · Москва · 5622 |

- Итоговая таблица.

| Место | Спортсмен            | Город    | Сумма |
| ----- | -------------------- | -------- | ----- |
| 1.    | Татьяна Муратова     | Москва   | 5750  |
| 2.    | Елена Фещенко        | Москва   | 5628  |
| 3.    | Людмила Сироткина    | Москва   | 5622  |
| 4.    | Евдокия Гречишникова | Москва   | 5528  |
| 5.    | Архипенко            | Беларусь | 5444  |
| 6.    | Мазуркевич           | Беларусь | 5416  |